# قصعين جمشتي
قصعين جمشتي (الاسم العلمي:Salvia amethystina) هو نوع من النباتات يتبع جنس القصعين من الفصيلة الشفوية.